# Ordensburg Altona
Die Burg Altona (lettisch Altenes pils) ist die Ruine einer im 14. Jahrhundert erbauten Ordensburg des Livländischen Ordens am Südufer der Düna ca. 3 km südlich von Koknese. Durch deren Aufstauung sind die Überreste der Anlage heute vollständig von Wasser bedeckt.

## Geschichte
Trotz der ersten urkundlichen Erwähnung 1408 wurde die Burg vermutlich bereits in der zweiten Hälfte des 14. Jahrhunderts als Beischloss der Komturei Ascheraden errichtet. Sie diente hauptsächlich als sogenanntes Lagerkastell dem Schutz der Hauptstraßen zwischen Preußen und Livland. Über den Grund und Zeitpunkt der Zerstörung der Burg ist ebenfalls wenig bekannt. Einen Anhaltspunkt liefern hier lediglich Einträge im Burgenverzeichnis; 1467 noch genannt, ist 1555 kein Eintrag mehr von einer Burg Altona zu finden. Möglicherweise wurde sie im Zuge des Niedergangs des Livländischen Ordens von polnischen Besatzungstruppen zerstört.
Zur selben Zeit wurde etwa 3 km von der Burgruine entfernt das Herrenhaus Altona-Windsheim errichtet, das nach dem Fall des Ordens in den Besitz des Herzogs von Kurland und Semgallen überging. Nach 1795 ging es an das Russische Kaiserreich. In den folgenden Jahrzehnten wurden die Mauern der Burg von den umliegenden Bauern immer wieder als günstiges Baumaterial verwendet.
Bis zum Beginn des 20. Jahrhunderts zählte die Burg Altona zu den beliebtesten Touristenattraktionen Lettlands.
Im Ersten Weltkrieg wurde die Burgruine durch Artilleriebeschuss weiter beschädigt. Seit 1920 befindet sie sich in Staatsbesitz.
Durch den Bau des Pļaviņu-Wasserkraftwerks in den 1960er Jahren war die Burg akut gefährdet; da die Düna aufgestaut werden musste, wurden 1963–1964 letztmalig archäologische Ausgrabungen durchgeführt. 1965 wurden vor der Flutung die Mauern der Burg gesprengt.

## Beschreibung
Die Burg wurde auf einem Hügel errichtet, der nordöstlich in Richtung Fluss etwa 20 m steil abfiel. Richtung Norden und Nordwesten war die Burg durch einen 25 m breiten und 15 m tiefen Wassergraben (mit Verbindung zur Düna) abgesichert. Zum Schutz der Südwest- und Südostseite wurde ein 7 m breiter und 1,25 m tiefer Graben ausgehoben. Im Zeitalter der Feuerwaffen hätte sich die Lage der Burg als überaus nachteilig herausgestellt, da sie sich neben einem noch höheren Hügel befand, sodass er über die Mauern von Burg Altona hinausragte.
Die 1,3 m dicken und 10 m hohen Mauern bestehen aus gemauerten Dolomitsteinen; in deren oberem Bereich befand sich ein Wehrgang. Der Zugang zur Burg war durch eine Brücke über den o. g. Graben sowie durch ein Tor in der südwestlichen Mauer geschützt, das lediglich durch einen Schließbalken gesichert war.
Die Burg war ein Zweckbau und hatte dementsprechend nur wenige dekorative Elemente, wie z. B. eine Nische über dem Torhaus (vermutlich für einen Schutzheiligen). Größere Steingebäude waren nicht vorhanden; als Unterkünfte oder Lagerbereiche dienten provisorische Schutzräume. Die Burgverteidigung bestand im Wesentlichen aus der o. g. Ringmauer mit Wehrgang sowie dem Tor; Wehrtürme oder sonstige Verteidigungsanlagen waren nicht vorhanden.